# Пластинчастовусі
Пластинчастовусі (Scarabaeidae) — родина ряду Твердокрилі. Довжина тіла — 0,2—15 см. Вусики у більшості видів колінчасті з 3—7-члениковою пластинчастою булавою (звідки й назва). У самців голова і передньоспинка часто з рогами і горбками. Личинки розвиваються здебільшого в ґрунті, гниючих рослинних рештках. До пластинчастовусих належать переважно гнойовики (афодіуси, скарабей), бронзівки, хрущі. Багато видів — хрущ травневий, хрущ мармуровий, кузька хлібний і кузька посівний, оленка волохата та інші — є шкідниками сільського господарства та лісівництва.

## Загальна характеристика
Загальна кількість родини близько 30 000 видів, і щорічно описується до 200 нових. Пластинчастовусі широко поширені на всіх материках, крім Антарктиди, найчисленніші вони в тропіках. На території країн колишнього СРСР відомо близько 100 видів. В Україні станом на 2012 рік виявлено 231 вид.
Більшість представників — жуки середньої величини, довжиною 2-60 мм, однак, серед видів існують і справжні гіганти, що належать до найбільших жуків у світі. Найбільшим видом родини є жук-геркулес (Dynastes hercules), що зустрічається в Центральній та Південній Америці. Самці цього жука можуть досягати довжини 160–165 мм, а за документально не підтвердженими даними — до 178 мм. Другим за величиною є вид Dynastes neptunus з максимально зареєстрованою довжиною самця 158 мм. Слідом за ними йдуть представники південно-американського роду Megasoma — Megasoma elephas, Megasoma actaeon, Megasoma mars, з довжиною тіла до 125 мм, а також азійського роду Chalcosoma, що досягають довжини 110–120 мм. До пластинчастовусих належать і найважчі жуки у світі — окремі самці ряду видів голіафів з довжиною 95-100 мм, за життя можуть важити, за одними даними, 47 грамів, а за іншими, — до 80-100 грамів.
Представники родини дуже різноманітні за формою та довжиною тіла, кольором, наявністю шипів, рогів, виростів на спинці та голові — все це робить їх однією з найулюбленіших родин серед жуків для колекціонування ентомологами.

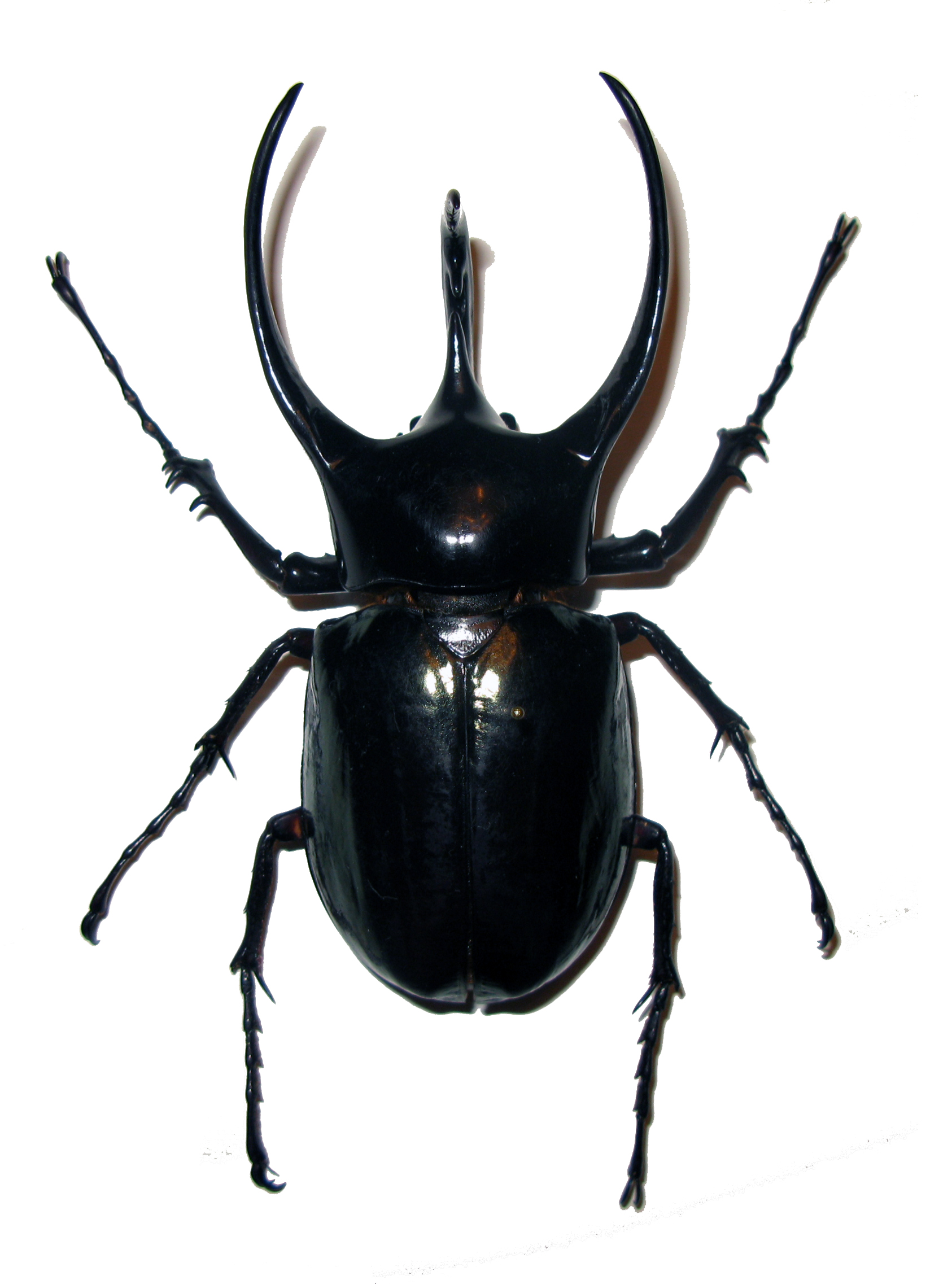
Самець Chalcosoma caucasus, острів Ява,  довжина тіла 110 мм.
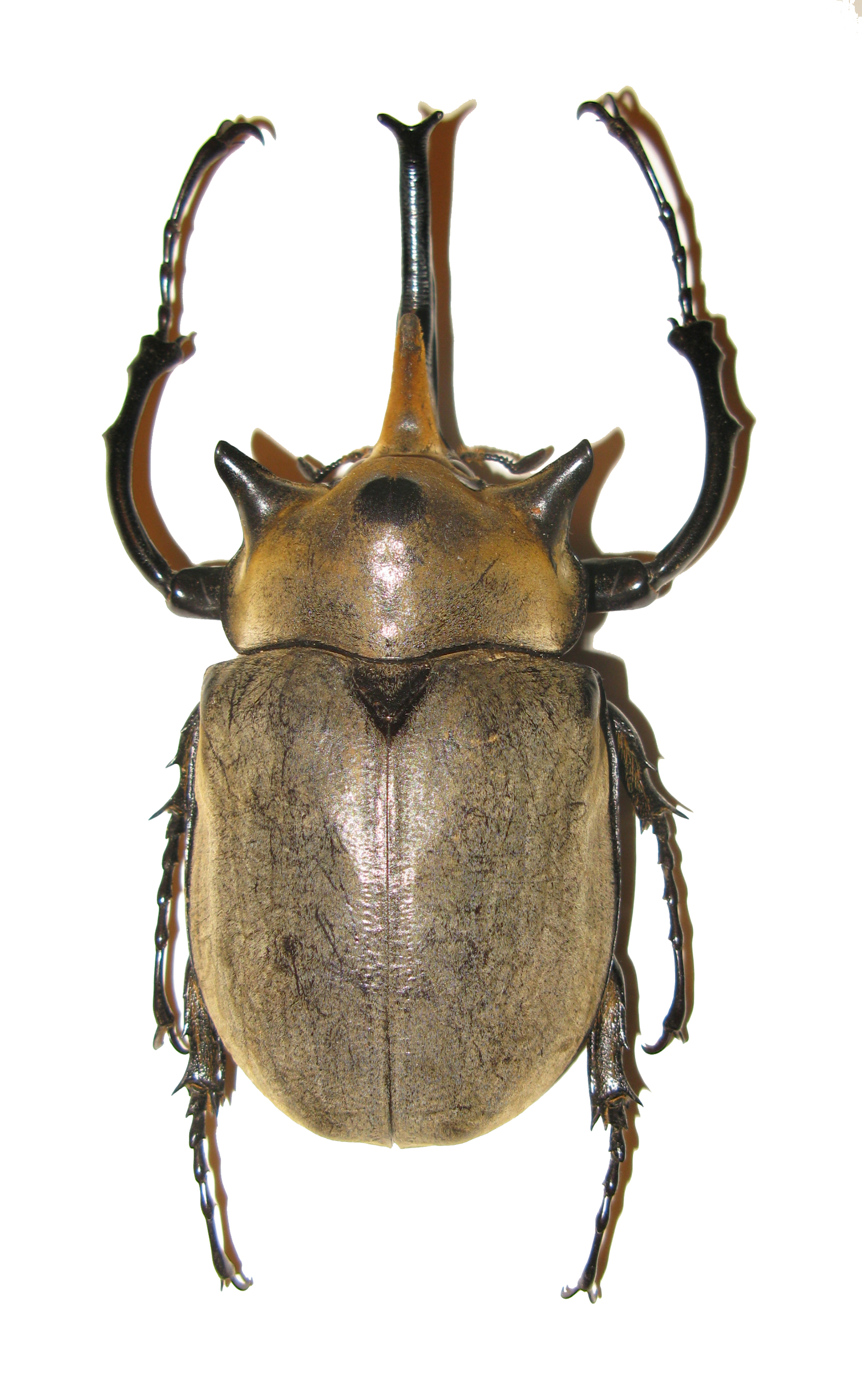
Самець Megasoma elephas, Мексика, довжина тіла 110 мм.
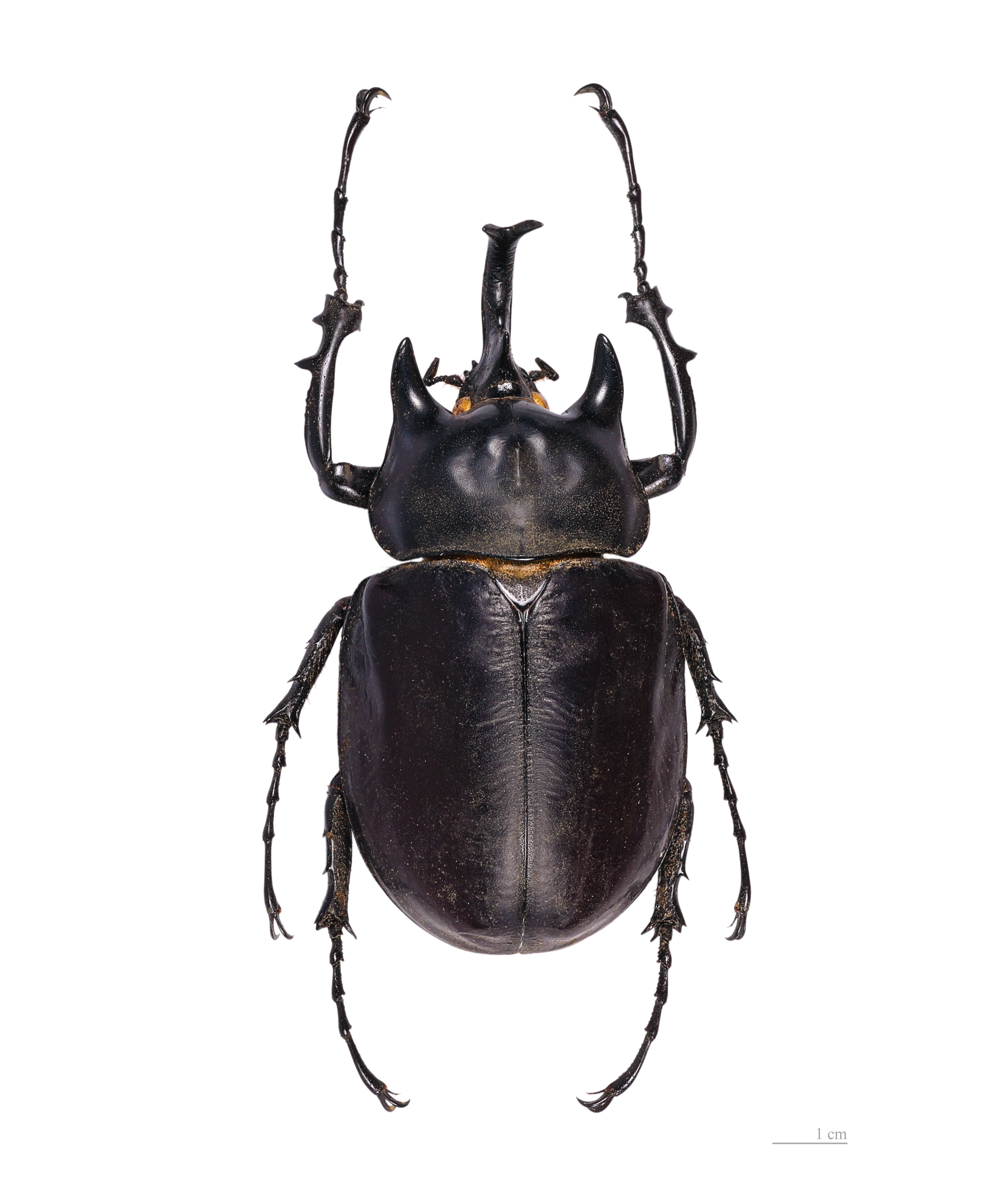
Самець  Megasoma actaeon, Південна Америка, довжина тіла  110 мм.
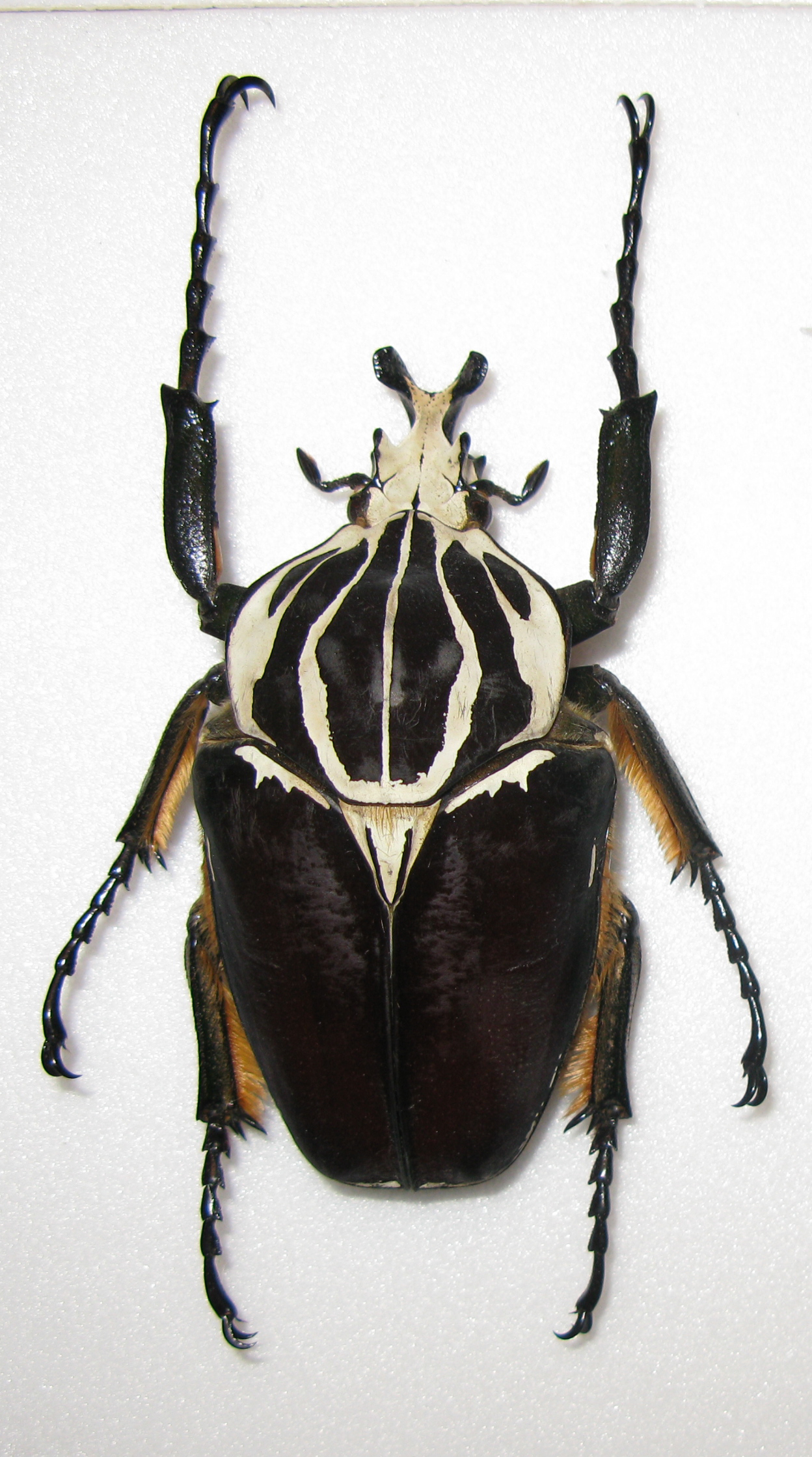
Самець  Голіафа Goliathus goliatus, Камерун.
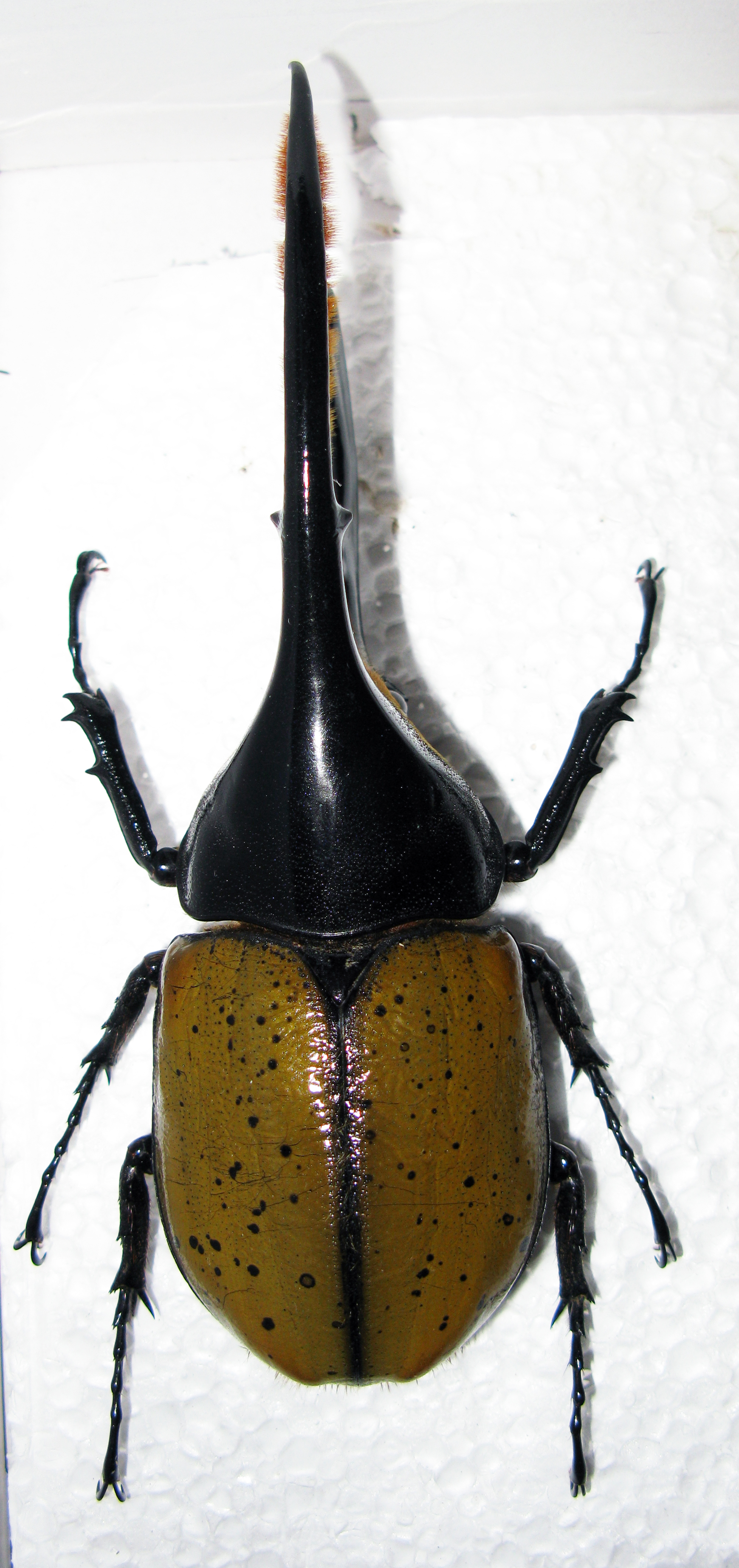
Самець жука-геркулеса (Dynastes hercules lichyi) з Перу, довжиною 144 мм.
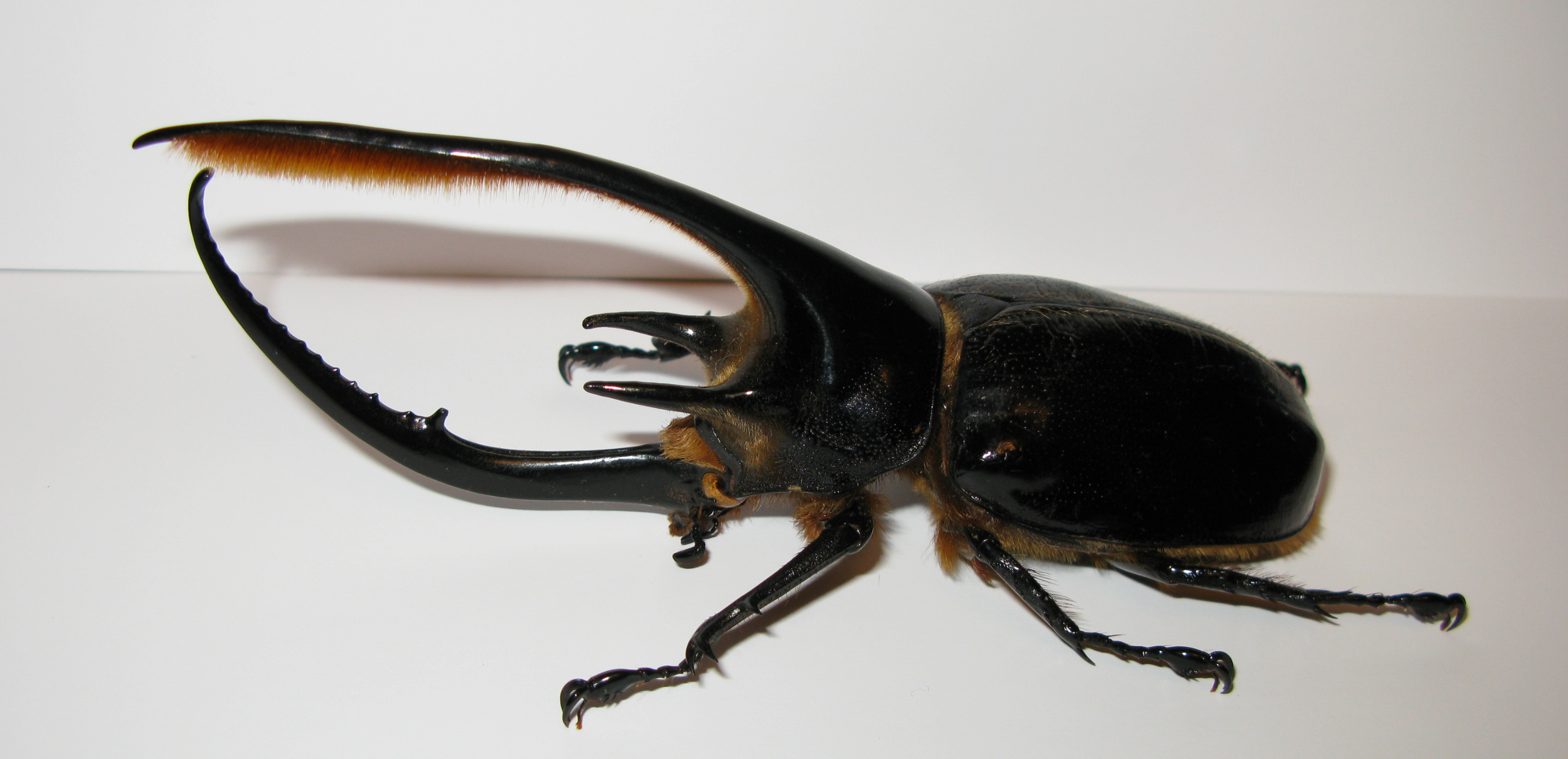
Самець Dynastes neptunus з Колумбії, довжина тіла 145 мм.

## Морфологія імаго
Тіло компактне, короткоовальне. Форма тіла різноманітна: овальна, субквадратна, циліндрична. Колір також різниться; дорослі особини мають або не мають металевий відтінок. Представники роду Chrysina зафарбовані в різні варіанти зеленого кольору і часто несуть на надкрилах борозенки, але існують також декілька видів роду з цілком гладенькими покривами тіла і суцільним металевим забарвленням золотого чи сріблястого кольору. Деякі з видів можуть мати щетинковий чи лускатий покрив.

### Голова

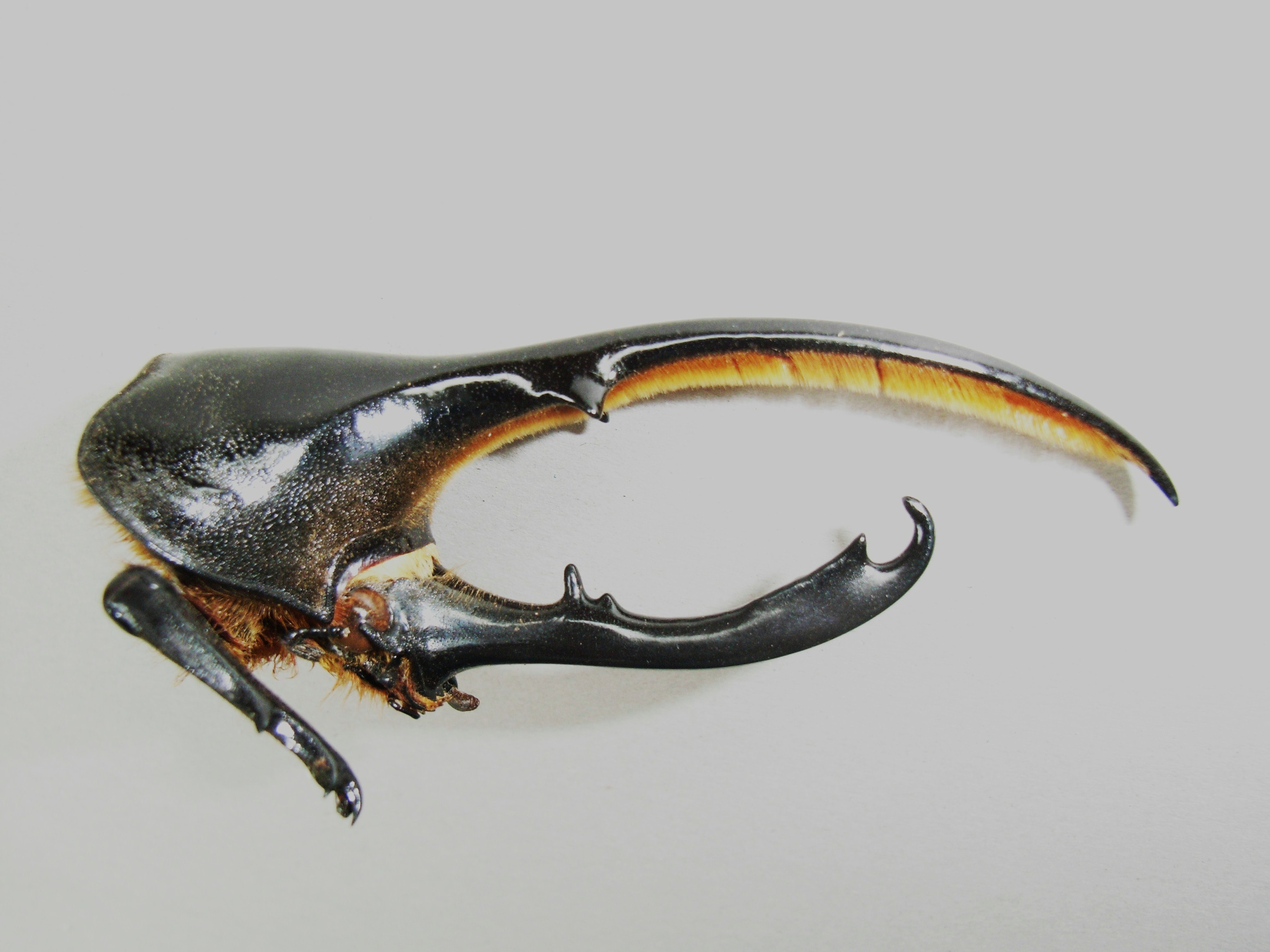
Передньоспинка та голова самця жука-геркулеса. Бокова проєкція

Голова трохи підігнута і напрямлена вперед. Вусики складаються з 10 члеників (зрідка вони 9-11-членикові) з 3-7-члениковою пластинчастою булавою, що у певних родів здатна розкриватися у вигляді віяла. Апікальні членики булави голі (у значної частини хрущів) чи повністю, чи частково вкрита сірими волосками. У представників Troginae та Trogidae такі відступи редуковані, а у триб Geotrupini та Lethrini повністю розділяють око на дві частини.
Різна будова мандибул: зазвичай сильно хітинізовані зі зубцями, але у копрофагів вони м'які та листовидні. Мандибули добре помітні зверху, але у деяких груп вони заховані під верхньою губою. Максили мають 4-члениковий полапок, і нижня губа зі 3-члениковим полапком.

## Систематика
Існує чимало класифікацій пластинчастовусих, але найчастіше родину поділяють на 14 підродин за системою Шольця та Гребеннікова 2005 року зі змінами:
- Aphodiinae Leach, 1815
- Scarabaeinae Latreille, 1802
- Pachypodinae Erichson, 1840
- Orphninae Erichson, 1847
- Allidiostomatinae Arrow, 1940
- Dynamopodinae Arrow, 1911
- Aclopinae Milne-Edwards, 1850
- Euchirinae Hope, 1840
- Phaenomeridinae Erichson, 1847
- Melolonthinae MacLeay/Leach (in Samouelle, 1819)
- Rutelinae MacLeay, 1819
- Dynastinae MacLeay, 1819
- Cetoniinae Leach, 1815
- Valginae Mulsant, 1842

### Молекулярногенетичний аналіз
Станом на 2023 рік було проведено 22 дослідження стосовно монофілетичного (спільного) походження всіх груп пластинчастовусих, зокрема гнойовиків та рослинноїдних. З них лише 10 підтверджують монофілію, тоді як 12 заперечують.